# مارك فراي
مارك فراي (بالإنجليزية: Mark Fry)‏ هو موسيقي بريطاني، ولد في 4 نوفمبر 1952.

## وصلات خارجية
- مارك فراي على موقع ميوزك برينز (الإنجليزية)
- مارك فراي على موقع ديسكوغز (الإنجليزية)